# Bataille d'Iconium (1190)
Pour les articles homonymes, voir Bataille d'Iconium.
Troisième croisade
Batailles
- Iconium
- Saint-Jean-d'Acre
- Arsouf
- Jaffa

La bataille d'Iconium (parfois appelée bataille de Konya) s'est déroulée le 18 mai 1190 au cours de la troisième croisade, au cours de l'expédition de Frédéric Barberousse pour atteindre la Terre sainte par voie terrestre via la Turquie. Elle aboutit à une victoire des croisés allemands et hongrois, qui mettent à sac la capitale du sultanat de Roum.

## Contexte
Après la bataille de Hattin et le siège de Jérusalem, une grande partie des territoires des États latins d'Orient est capturée par les forces de Saladin. Le pape Grégoire VIII appelle alors à une nouvelle croisade pour secourir le reste des forteresses encore aux mains des croisés et reconquérir Jérusalem. Frédéric Barberousse répond immédiatement à l'appel. Il prend la Croix à la cathédrale Saint-Martin de Mayence le 27 mars 1188 et est le premier à partir pour la Terre Sainte en mai 1189 avec une armée d'environ 100 000 hommes, dont 20 000 chevaliers (certains historiens pensent néanmoins que ces chiffres sont exagérés et suggèrent plutôt le chiffre de 15 000 hommes, dont 3 000 chevaliers). Il est également rejoint par un contingent de 2 000 hommes du prince hongrois Géza, le frère cadet du roi Béla III de Hongrie.
Après avoir traversé la Hongrie, la Serbie, la Bulgarie et l'Empire byzantin, les forces croisées arrivent en Anatolie, aux mains du sultanat Seldjoukide de Roum. Les Turcs proposent à Barberousse de le laisser passer avec son armée à travers leur territoire contre un tribut de 300 livres d'or et le « royaume arménien de Cilicie ». Barberousse refuse et aurait déclaré : « Avec l'aide de notre Seigneur Jésus-Christ, dont nous sommes les chevaliers, la route nous sera ouverte en croisant le fer, plutôt qu'avec de l'or et de l'argent ».
Par conséquent, les Turcs commencent à harceler continuellement les forces allemandes. Les Allemands, à leur tour, lancent des attaques contre toutes les forces turques qu'ils peuvent trouver sur leur passage. Le 7 mai, une armée turque est détruite par un détachement croisé conduit par le duc de Souabe et le duc de Dalmatie, près de Philomelium, causant semble-t-il 4 174 morts dans les rangs turcs. Malgré leur victoire, les croisés souffrent de problèmes logistiques. Les problèmes d'approvisionnement augmentent au fur et à mesure de leur avancée et le moral est très bas. De nombreux soldats désertent, quand d'autres meurent de déshydratation. Malgré cela, les croisés continuent leur marche jusqu'à Iconium, où ils arrivent le 13 mai.

## Bataille
Le 14 mai, les Croisés rencontrent et battent la principale armée turque, qu'ils mettent en déroute. Les sources turques attribuent la victoire des croisés à une charge fulgurante de la cavalerie lourde croisée, composée de 7 000 lances. Frédéric Barberousse insiste pour prendre la ville. Ainsi, le 17 mai, l'armée croisée campe dans les « jardins et terrains d'agrément du sultan », à l'extérieur de la ville. Pendant ce temps, Qutb al-Din regroupe ses forces après cette première défaite et contre-attaque le 18 mai. En face de lui, Barberousse divise ses forces en deux : une partie, commandée par son fils Frédéric VI de Souabe, mènera l'assaut contre la ville, tandis que l'autre, qu'il commande personnellement, fera face à l'armée turque. Le duc Frédéric lance ses troupes à l'assaut de la ville, qui tombe rapidement. Les soldats chargés de défendre offrent peu de résistance. Incapable de soutenir le combat, la garnison se rend.
La bataille rangée avec l'armée turque s'avère beaucoup plus difficile, et il faut toute l'énergie de l'empereur lui-même pour que l'armée principale des Turcs soit défaite. Il aurait dit à ses soldats : « Mais pourquoi tardons-nous, de quoi avons-nous peur ? Le Christ règne. Le Christ vainc. Le Christ commande ». Malgré l'intensité des combats, les Allemands arrivent finalement à écraser les Turcs sans trop de difficulté. Les Seldjoukides sont défaits une nouvelle fois, laissant la ville à la merci des croisés.

## Conséquences
Après leur victoire, les croisés font une halte de cinq jours dans la ville pour se reposer, puis poursuivent leur marche le 23 mai en emportant avec eux des otages turcs. Le succès de l'armée impériale inquiète fortement Saladin, qui commence à démanteler les murs des ports syriens, de sorte qu'ils ne puissent être utilisés par les croisés contre lui. Cette précaution s'avère néanmoins inutile. le 10 juin, Frédéric Barberousse se noie en traversant la rivière Saleph. La majeure partie de son armée se disperse. Le fils de Barberousse, Frédéric VI de Souabe, continue sa marche avec les restes de l'armée allemande, accompagné de l'armée hongroise conduite par le prince Géza, afin d'enterrer l'Empereur à Jérusalem, mais leurs efforts pour conserver le corps de l'Empereur dans le vinaigre échouent. Son corps est inhumé dans l'église Saint-Pierre à Antioche, ses os dans la cathédrale de Tyr et son cœur et les organes internes à Tarse.